# Leptotarsus alfie
Leptotarsus alfie är en tvåvingeart som beskrevs av Günther Theischinger 1996. Leptotarsus alfie ingår i släktet Leptotarsus och familjen storharkrankar. Inga underarter finns listade i Catalogue of Life.